# Westmanland, Maine
Westmanland är en kommun i Aroostook County, Maine, USA. Enligt 2020 års folkräkning hade kommunen en befolkning på 79 invånare

## Historia
1870 grundades en svensk bosättning i Aroostook County. William W. Thomas, Jr. hade utsetts till amerikansk konsul i Sverige under Abraham Lincoln-administrationen. Den 23 mars 1870 antog delstatsparlamentet en immigrationslag, där William W. Thomas, Jr blev ordförande. Thomas reste till Sverige, lockade de 51 första immigranterna, och ledde dem till vad som kom att bli New Sweden. Man lyckades övervinna tidiga problem, och snart utvecklades området. Westmanland uppstod 1879, och Stockholm 1881.

## Berömda personer
- Adm. Gregory G. Johnson

### Fotnoter
1. 1 2  ”2020 Decennial Census: Westmanland town, Aroostook County, Maine” (på engelska). United States Census Bureau. https://data.census.gov/profile/Westmanland_town,_Aroostook_County,_Maine?g=0600000US2300383540. Läst 8 december 2022.
2. ↑  Welcome to the town of New Sweden, Maine Arkiverad 16 augusti 2004 hämtat från the Wayback Machine.